# IC 3231
IC 3231 ist eine Spiralgalaxie vom Hubble-Typ S im Sternbild Coma Berenices am Nordsternhimmel. Sie ist schätzungsweise 301 Millionen Lichtjahre von der Milchstraße entfernt.

Im selben Himmelsareal befinden sich unter anderem die Galaxien IC 3186, IC 3216, IC 3221, IC 3228.
Das Objekt wurde am 23. März 1903 von Max Wolf entdeckt.